# Disporum hainanense
Disporum hainanense là một loài thực vật có hoa trong họ Măng tây. Loài này được Merr. mô tả khoa học đầu tiên năm 1922.